# 广东省农业科学院
广东省农业科学院是广东省人民政府直属事业单位，位于广州市天河区五山街道金颖路29号，1960年成立。

## 历史
1960年5月，在广东省农业科学研究所基础上成立。1968年12月撤销。1972年5月恢复。

## 主要职责
广东省农业科学院的主要职责是：
1. 贯彻执行国家和省农业科技方针、政策，为发展现代农业、实现乡村振兴、建设农业强省提供科技支撑。
2. 承担农业领域科研机构业务指导工作，牵头组建农业领域产学研创新联盟，组织开展农业领域基础性、前瞻性、公益性科研工作。
3. 承担农业领域科技发展战略及产业安全预警、产业发展政策研究和重大专项调研，为政府决策提供咨询、为社会提供信息服务。
4. 开展农业领域科学技术研究，推进多学科协同创新的新兴科研体系和支撑全产业链的科技服务体系建设，解决我省在发展现代农业、实现乡村振兴、建设农业强省过程中的前沿技术、核心技术、共性技术问题。
5. 承担国家、省（部）有关农业科技创新平台建设和管理工作，推进全省不同生态区域的农业科技创新公共平台和科技服务网络建设。
6. 承担农业领域重大科技成果转化的策划和组织实施，科研试验示范基地管理，推进科技服务成果转化平台建设，组织农业新品种、新技术、新成果和新方法的试验、示范与推广、促进农业科技成果转化。
7. 组织实施农业领域国内外科技合作与交流，建设农业科技孵化器，推进全省农业科技引进、消化吸收再创新。
8. 看展农业科技人员继续教育和农村实用人才的技术培训工作，合作培养研究生，承担我省农业科学研究系列高、中级技术资格的评审工作。
9. 负责国有资产、财政经费和项目经费的监督管理，负责院属各单位的学科规划、基本建设和科技支撑等条件的建设，负责院属各单位党政领导班子的管理、党建和精神-1文明建设等工作。
10. 承担省委、省政府和有关部门交办的其他工作。

## 内设机构
设正处级内设机构9个：
- 办公室
- 科研管理部
- 科技合作部
- 科技条件部
- 科技服务部
- 人力资源部
- 财务与资产管理部
- 监察审计部
- 党群工作办公室

## 下属单位
- 广东省农业科学院水稻研究所
- 广东省农业科学院蔬菜研究所
- 广东省农业科学院作物研究所
- 广东省农业科学院植物保护研究所
- 广东省农业科学院果树研究所
- 广东省农业科学院设施农业研究所
- 广东省农业科学院农业经济与信息研究所
- 广东省农业科学院动物科学研究所
- 广东省农业科学院动物卫生研究所
- 广东省农业科学院蚕业与农产品加工研究所
- 广东省农业科学院农业资源与环境研究所
- 广东省农业科学院环境园艺研究所
- 广东省农业科学院茶叶研究所
- 广东省农业科学院农业生物基因研究中心
- 广东省农业科学院农业质量标准与监测技术研究所
- 广东省农业科学院幼儿园